# Axel Olrik

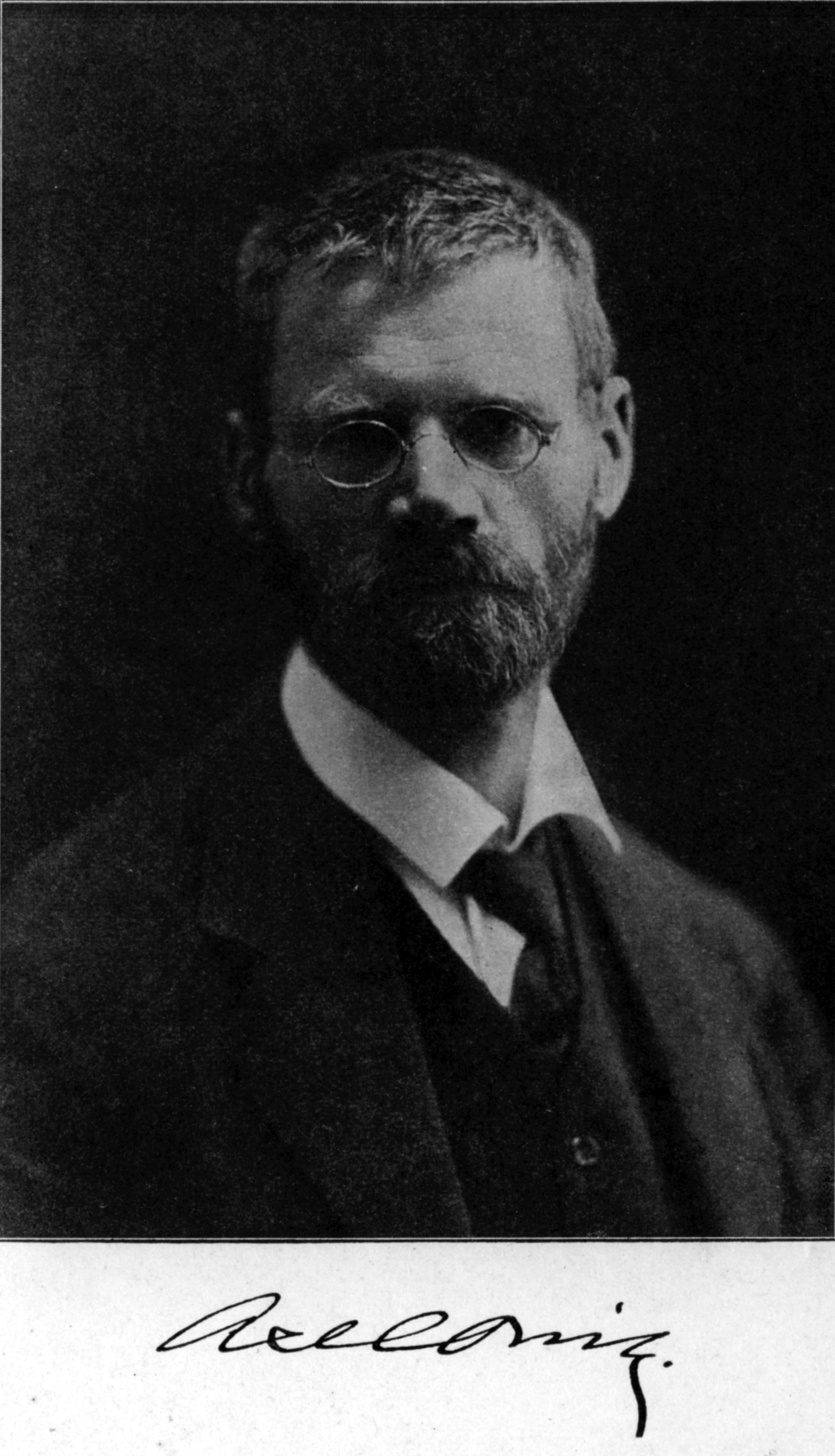
Axel Olrik mit Unterschrift

Axel Olrik (geboren am 3. Juli 1864 in Kopenhagen, Frederiksberg; gestorben am 17. Februar 1917 in Øverød bei Holte) war ein dänischer Folklorist, Philologe und Professor für nordische Volkskunde an der Kopenhagener Universität.

## Leben
Olrik war ein Sohn des dänischen Bildhauers und Malers Ole Henrik Benedictus Olrik (24. Mai 1830 – 2. Januar 1890) und dessen Frau Hermina (geborene Valentiner; 1839–1917). Als Kind war er von den alten nordischen Sagen fasziniert, die der Dichter Adam Oehlenschläger zu neuem Leben erweckt hatte. Er besuchte ein Gymnasium und beschäftigte sich schon dort eifrig mit nordischen Überlieferungen und nordischer Dichtung. Kurz bevor er die Schule beendet hatte, brach zwischen den Gelehrten ein Streit über die Echtheit der nordischen Mythologie aus, in den der Archäologe Jens Jacob Asmussen Worsaae und der Philologe Sophus Bugge verwickelt waren. Dieser Disput weckte das Interesse Olriks sich eingehend mit dieser Wissenschaft zu beschäftigen.
Der Sprachforscher Konráð Gíslason führte Olrik in die altisländische Literatur ein, der Philologe Ludwig Wimmer (1839–1920) vermittelte ihm sprachgeschichtliche Kenntnisse und brachte ihm die Kunst der Interpretation bei. Die Historiker Adolph Ditlev Jørgensen und Kristian Erslev (1852–1930) unterwiesen Olrik in der Anwendung der Quellenkritik gegenüber den historischen Quellen. Zu seinen Arbeiten gehörten bereits 1891 Nachdichtungen der poetischen Stücke der in Latein verfassten Schriften des Grammaticus und er veröffentlichte im 2. Jahrgang der Zeitschrift des Vereins für Volkskunde dessen Märchen.
Olriks befasste sich überwiegend mit der Lied- und Sagenforschung, hatte insbesondere durch Svend Grundtvig, dessen Assistent er war, eine Einführung in dessen Sammlung der alten dänischen Volkslieder erhalten und setzte Grundtvigs Arbeit an dem mehrbändigen Werk Danmarks gamle Folkeviser fort. Als Ergebnis dieser Studien gab er zwei Bände mit einer Auswahl an Liedern heraus. Seine Forschungen erstreckten sich über die dänische Geschichte des Saxo Grammaticus zu den Heldensagen und sagenhafte Heldendichtungen. In den Jahren 1892 und 1894 erschienen seine Untersuchungen über die Quellen des Saxo Grammaticus. Der erste Band war zugleich seine Doktordissertation und brachte ihm eine Venia legendi der Kopenhagener Universität ein.
Olrik wurde 1892 ein Schüler von Bugge und Moltke Moe in Kristiania. Durch den Einfluss seiner Lehrer beschäftigt er sich insbesondere mit der Erforschung der Edda, mit Mythologie, Liedgut, Volks- und Sagenkunde. Mit einer Untersuchung über das Alter der Eddalieder errang er eine goldene Medaille der Universität Kopenhagen. Er untersuchte zudem im Zuge dieser Ausarbeitung mythologische Fragen zu Thor und Odin und ihrem Fortleben im modernen Volksglauben. Auch mit den Zusammenhängen der nordischen und lappischen Glaubenswelt, über die düstere Gestalt Lokis, über Gefion und Yggdrasil, sowie über die Ragnarök oder die Skjöldunga Saga verfasste er Abhandlungen. Olrik begann Vorlesungen an der Universität zu halten und wurde 1897 Dozent (außerordentlicher Professor) für nordische Volkskunde.
Er war Gründer der Zeitschrift Dania, aus der 1904 die Zeitschrift Danske Studier hervorging. Für letztere verfasste er einen Beitrag über den Sonnenwagen von Trundholm. 1907 begründete er mit Johannes Bolte, Kaarle Krohn, Carl Wilhelm von Sydow den Folkloristischen Forscherbund (auch englisch Folklore Fellows, abgekürzt FF). 1908 stiftete er den Verein „Danmarks Folkeminder“ und im Jahr 1913 wurde für ihn eine Professur für dänische Volkskunde an der Universität eingerichtet.
Im August 1908 trug er auf dem internationalen Historikerkongress in Berlin seine „Beobachtungen über die epischen Gesetze der Volksdichtung“ vor.

## Familie

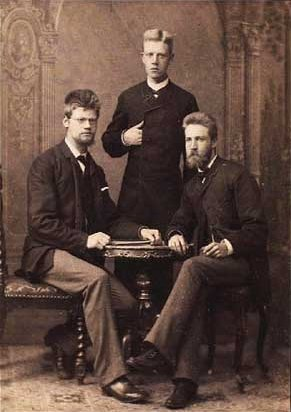
Axel und seine Brüder Eyvind und Hans

Am 15. Mai 1893 heiratete Olrik in Idestrup seine Studienkollegin die Historikerin Margrete Sofie Eleonore Hasselquist (28. März 1855 – 31. Oktober 1911), die ihm als fachkundige Helferin und Beraterin zur Seite stand. Sie war eine Tochter von Niels Peder Hasselquist (1818–1859) und dessen Frau Marie Elisabeth (geborene Lassen; 1832–1858).
Zu seinen Geschwistern gehörten
- Dagmar Olrik (28. Juni 1860 – 22. September 1932), Kunstgewerblerin, Malerin und Teppichweberin[4]
- Hans Thorvald Olrik, (12. Juli 1862 – 12. Juni 1924), Historiker
- Eyvind Gunnar Olrik (2. Oktober 1866 – 21. Dezember 1934), Jurist
- Jørgen Olrik (10. August 1875 – 4. Mai 1941), Museumsinspektor und Kirchenhistoriker
- Povl Benedikt Olrik (2. Juni 1878 – 15. Februar 1928), Bildhauer und Holzschnitzer[5]

## Ehrungen (Auswahl)
- 27. April 1911 Korrespondierendes Mitglied der Berlin-Brandenburgischen Akademie der Wissenschaften[6]

## Schriften (Auswahl)
- Forsøg på en tvedeling af kilderne til Sakses oldhistorie. In: Kilderne til Sakses oldhistorie. 1, Otto B. Wroblewski, Kopenhagen 1892 (Hochschulschrift, archive.org).
- Sakses oldhistorie – Norröne Sagaer og Danske Sagn – en literaturhist. undersøgelse. In: Kilderne til Sakses oldhistorie. 2, O. E. G. Gad, Kopenhagen 1894 (Fortsetzung, archive.org).
- Danmarks Heltedigtning. Band 1: Rolf krake og den ældre Skjoldungrække. 1903, Band 2: Starkad den gamle og den yngre Skjoldungrække. 1910.

Deutsch
- Märchen im Saxo Grammaticus. In: Zeitschrift des Vereins für Volkskunde. 2. Band, 1892, S. 117–123, 252–258, 367–374.
- Nordisches Geistesleben in heidnischer und frühchristlicher Zeit. Übertragen von Wilhelm Ranisch (Originaltitel: Nordisk aandsliv i vikingetid og tidlig middelalder). In: Wilhelm Streitberg (Hrsg.): Germanistische Bibliothek. Erste Abteilung. Sammlung germanischer Elementar- und Handbücher. 5. Reihe: Altertumskunde. Band 1. Carl Winter’s Universitätsbuchhandlung, Heidelberg 1908 (archive.org mit einer Widmung an Professor Moltke Moe).
- Epische Gesetze der Volksdichtung. In: Zeitschrift für deutsches Altertum und deutsche Litteratur. 51. Band, 1909, S. 1–12 (Textarchiv – Internet Archive).
- Ragnarök. Die Sagen vom Weltuntergang. Übertragen von Wilhelm Ranisch (Originaltitel: Om Ragnarok). De Gruyter, Berlin / Leipzig 1922 (archive.org).

Englisch
- Dansk Folkemindesamling. (DFS), In: Folklore Fellows’ Communications. Nr. 1, Suomalainen Tiedeakatemian Toimituksia, Helsinki 1910, urn:nbn:de:kobv:11-713728.
- Personal impressions of Moltke Moe. In: Folklore Fellows’ Communications. Nr. 17, Suomalaisen Tiedeakatemian Kustantama, Hamina 1915, urn:nbn:de:kobv:11-713733.